# Fardella (famiglia)
I Fardella sono un'antica famiglia nobile siciliana, con il titolo di Marchesi di Torrearsa.

## Storia
Famiglia fiorente a Trapani sin dal XV secolo e che si crede originaria di Germania; vanta discendere da Umfrido Quernfort de Fardellis, un cavaliere che nel XII secolo avrebbe fatto parte del seguito di Enrico di Hohenstaufen, ma tale dato non è documentato, e la sua verità è incerta.
Nei secoli possedette nel trapanese il principato di Paceco, il titolo di duca di Cumia, i marchesati di San Lorenzo e di Torrearsa, le baronie di Arcodaci, del Fondaco della Ripa, di Mokarta, di San Giuliano, della Grazia, di Fontanasalsa, di Palazzo, della Scannatura di Trapani, le saline di San Todaro e di Reda.
La famiglia è presente in Sicilia già nel XIV secolo: Federico III concesse un vitalizio di 100 onze annue a Lancilotto Fardella .
Un Antonio, fondatore della famiglia, ottenne nel 1423 la carica di vice-ammiraglio di Trapani, con facoltà di poterla trasmettere.
Con la licentia aedificandi et populandi il Re di Sicilia Filippo III di Spagna concesse il 9 aprile 1607 al marchese di San Lorenzo Placido Fardella, il feudo di Paceco, che ottenne così il titolo di principe di Paceco. Il nome dato al nuovo paese fu in onore della moglie Maria Pacheco, nipote del Marchese di Villena, Viceré di Sicilia. Ultimi titolari del titolo di principe di Paceco furono i Sanseverino Fardella, dagli inizi del secolo XVIII.
Placido fu anche deputato del regno e vicario generale,
Un Mariano fu senatore di Palermo nel 1684. 
Nel 1734 i Fardella furono Conti per privilegio concesso dall'imperatore Carlo VI, mentre il titolo di marchese di Torrearsa fu concesso a Giuseppe, della linea dei principi di Paceco, da Carlo di Borbone nel 1749.

Foto storica di villa Torre Arsa in contrada Misilgiafari

Un Vincenzo, marchese di Torrearsa, fu prefetto di Trapani nel 1805. Marcello Fardella nel 1810 occupò la carica di direttore generale della polizia in Sicilia. Giovan Battista, detto Giambattista fu Ministro della Guerra del Regno delle Due Sicilie.
Il senatore Vincenzo Fardella fu uno dei leader della rivoluzione del 1848 in Sicilia, e fu esiliato. Dopo il 1860 entrò nel Senato italiano e fu il primo presidente a Palazzo Madama, dopo la presa di Porta Pia. Il fratello Enrico, come l'altro fratello Giovan Battista, fu un rivoluzionario antiborbonico, tra i protagonisti dei moti del 1848 e al fianco di Garibaldi nel 1860; combatté anche negli Stati Uniti guidando un reggimento delle truppe unioniste e fu nominato generale dal presidente Lincoln. Michele fu il primo sindaco della città dopo il plebiscito del 1861. Dorotea sposò il principe Pietro Lanza di Scalea, ministro e senatore del Regno. Infine ancora Enrico, con decreto reale dei Savoia nel 1902, ottenne la conferma del titolo di conte.
Teresa Fardella, figlia di Enrico, nacque a New York il 24 Maggio 1867 e a due anni torna a Trapani. Fondò con l'allora vescovo Giuseppe Sarto, poi papa Pio X, la fondazione della “Povera Casa di San Giuseppe” e la Comunità religiosa delle “Povere Figlie di Maria Santissima Incoronata del Sacro Cuore di Gesù”. Morì a Trapani il 26 agosto 1957. Dopo dieci anni dalla sua morte la salma viene traslata dalla tomba di famiglia alla chiesa dell’Addolorata di Trapani. L'8 novembre 2017 è stata proclamata venerabile dalla Chiesa cattolica .

## Arma
Arma: tre fasce d'argento in campo rosso e Corona di marchese. Motto: donec in cineres.

## Principali esponenti
- Placido Fardella - fondatore di Paceco
- Michelangelo Fardella - Filosofo cartesiano
- Giovanni Battista Fardella (detto Giambattista) - tenente generale, Ministro della Guerra del Regno delle Due Sicilie
- Michele Martino Fardella - primo sindaco di Trapani nel Regno d'Italia (1861-1863)
- Vincenzo Fardella di Torrearsa- Presidente del Senato del Regno d'Italia
- Enrico Fardella - Generale e sindaco di Trapani dal 1873 al 1879
- Giovan Battista Fardella - Sindaco di Trapani dal 1865 al 1869
- Teresa Fardella - Venerabile della Chiesa cattolica